# Consoante africada
Uma consoante africada ou simplesmente africada é uma consoante que, em sua pronúncia, combina o som de uma oclusiva (frequentemente alveolar, como /t/ e /d/) com o de uma fricativa (como /s/ ou /z/ ou, ocasionalmente, uma consoante vibrante) no mesmo ponto de articulação.
Um exemplo é a pronúncia de /ti/ e /di/, predominante no português brasileiro, como em "tia" [tʃiɐ] e "dia" [dʒiɐ].
Uma das tendências mais notáveis do PB moderno é a palatalização, ou bilabização de /d/ e /t/ na maioria das regiões; esses sons são pronunciados como [dʒ] e [tʃ] (ou [dᶾ] e [tᶴ]), respectivamente, antes de /i/. A palavra presidente, por exemplo, se fala [pɾeziˈdẽtᶴi] nas regiões brasileiras em que esse fenômeno ocorre, mas [pɾɨziˈdẽt(ɨ)] em Portugal. Essa pronúncia deve ter começado no Rio de Janeiro e ainda é frequentemente associada a essa cidade, mas atualmente é a norma em muitos outros estados e grandes cidades, como Belo Horizonte e Salvador. Recentemente, foi difundida para algumas regiões do estado de São Paulo (talvez pela imigração), onde é comum para a maioria dos falantes abaixo de 40 anos, em média. Sempre foi a norma na comunidade japonesa do Brasil, por ser também uma característica da língua japonesa. As regiões que ainda preservam o [ti] e o [di] não palatalizados se localizam principalmente no Nordeste e no Sul do país, por conta da influência maior do português europeu (no Nordeste) e do italiano e do castelhano (no caso do Sul).